# Ovitamon
Ovitamon is een geslacht van kreeftachtigen uit de klasse van de Malacostraca (hogere kreeftachtigen).

## Soorten
- Ovitamon agmamba Husana, Kase & Ng, 2013
- Ovitamon arcanum Ng & Takeda, 1992
- Ovitamon artifrons (Bürger, 1894)
- Ovitamon baloy Manuel-Santos & Ng, 2013
- Ovitamon cumingii (Miers, 1884)
- Ovitamon lubang Manuel-Santos & Ng, 2013
- Ovitamon tomaculum Ng & Takeda, 1992